# Michal Pivoňka
Michal Pivoňka (ur. 28 stycznia 1966 w Kladnie) – czeski hokeista, reprezentant Czechosłowacji.

## Kariera klubowa
- HC Dukla Jihlava U20 (1982-1983)
- HC Kladno (1983-1984)
- HC Dukla Jihlava (1984-1986)
- Washington Capitals (1986-1999)
  -  Baltimore Skipjacks (1988-1989)
  -  EC KAC (1994-1995)
  -  Detroit Vipers (1995-1996)
- Kansas City Blades (1999-2000)

W szkole podstawowej osiągał bardzo dobre wyniki w rzucie piłeczką palantową, a jego głównym rywalem był późniejszy oszczepnik Jan Železný.
Wychowanek klubu HC Dukla Jihlava. W drafcie do ligi NHL z 1984 został wybrany przez stołeczny amerykański klub Washington Capitals. W 1986 zbiegł z Czechosłowacji do Stanów Zjednoczonych (w tym czasie nie było naturalnej możliwości wyjazdu z Bloku Wschodniego). W Washington Capitals występował przez 13 sezonów (z małymi przerwami). W latach 1986–1999 rozegrał w jego barwach 920 meczów, w których zdobył 654 punktów (za 200 goli i 454 asysty).

## Sukcesy
Reprezentacyjne
- Brązowy medal Mistrzostw świata juniorów do lat 18: 1983
- Silver medal Mistrzostw świata juniorów do lat 18: 1984
- Brązowy medal Mistrzostw świata juniorów do lat 20: 1984
- Srebrny medal Mistrzostw świata juniorów do lat 20: 1985
- Złoty medal Mistrzostw Świata: 1985

Klubowe
- Złoty medal mistrzostw Czechosłowacji: 1985 z Duklą Jihlava
- Mistrzostwo dywizji: 1989 z Washington Capitals
- Mistrzostwo konferencji: 1998 z Washington Capitals

Indywidualne
- Najlepszy napastnik turnieju Mistrzostw świata juniorów do lat 20: 1985